# Przekroje poprzeczne
Przekrój poprzeczny – pojęcie z dziedziny wytrzymałości materiałów, w której dokonuje się myślowego przecinania elementów konstrukcyjnych pewną płaszczyzną w celu obliczenia powstających w nich naprężeń i odkształceń. Jeżeli elementem jest pręt, to jego przekrojem poprzecznym, prostopadłym do jego osi, jest pewna płaska figura geometryczna o własnościach określonych przez tzw. charakterystyki geometryczne pręta. W przypadku dźwigarów powierzchniowych takich, jak płyty, tarcze i powłoki przekrój poprzeczny dokonywany jest płaszczyzną zawierającą oś {\displaystyle Oz} prostopadłą do powierzchni środkowej takiego dźwigara. W obliczeniach przyjmuje się, że przekrój poprzeczny ma wysokość równą grubości dźwigara, a szerokość równą przyjętej jednostce długości (np. 1 metr).